# Heahberht (évêque)
Heahberht ou Heahbeorht (mort entre 845 et 848) est un prélat anglo-saxon du IXe siècle devenu évêque de Worcester.

## Biographie
Heahberht est consacré évêque de Worcester en 822. Il meurt entre 845 et 848.